# Индика (Арриан)
«Индика» (греч. Ινδική) — историческое сочинение Арриана, посвященное как описанию Индии, так и путешествию Неарха из долины реки Инд к берегам Персидского залива.

## Содержание
Под Индией Арриан понимает страну, лежащую в долине реки Инд (фактически территория современного Пакистана). Горы Гиндукуша он называет Тавром (греч. Ταῦρος), считая их продолжением одноименной малоазийской горной цепи. Индийский океан именуется Великим морем (греч. μεγάλην θάλασσαν). Источниками знания у Арриана выступают книги Эратосфена и Мегасфена, а также заметки Неарха. При описании индов, он замечает, что цветом кожи они похожи на эфиопов. Арриан приписывает индам почитание Диониса (как культурного героя) и Геракла. Индийское общество разделяется на 7 классов. Арриан также описывает индийских слонов и тигров, а также сообщает легенду о роющих золото гигантских муравьях. С 18 главы по 42 он описывает путешествие Нераха от берегов Гидаспа к берегам Тигра через Индийский океан.

## Народы
Арриан упоминает следующие народы: арабии (индийское племя), ассакены (греч. Ἀσσακηνοί — индийское племя), астакены (греч. Ἀστακηνοὶ — индийское племя), гадросии, инды (греч. Ἰνδοὶ), ихтиофаги, коссеи, мидийцы, орейты, персы, скифы, сузийцы, уксиев.

## Реки
Арабис, Ганг, Инд, Истр, Нил, Томер.

### Притоки Ганга
Агоранис, Амистис, Андоматис, Каин (греч. Καϊνὰν — приток Джамны), Какутис, Коминас, Кондохат, Коссоан (греч. Κοσσόανον), Магон, Оксиматис, Омалис, Самб, Ситтокатис (греч. Σιττόκατιν), Соломатис (греч. Σολόματιν), Сон (греч. Σῶνόν), Эраннобоас (греч. Ἐραννοβόαν), Эреннесис.

### Притоки Инда
Акесин, Гаройя (греч. Γαροίαν — приток Кабула), Гидасп, Гидраот, Гифасис, Кофен, Маламанта (греч. Μαλάμαντόν — приток Кабула), Паренн (греч. Πάρεννος), Сапарр (греч. Σάπαρνος), Саранг, Сидр, Синар, Соан, Соаста (греч. Σόαστον — приток Кабула), Тутап.